# فرودگاه اینجینیکا
فرودگاه اینجینیکا (به انگلیسی: Ingenika Airport) یک فرودگاه همگانی است که یک باند فرود شن دارد و طول باند آن ۱۸۲۹ متر است. این فرودگاه در کشور کانادا قرار دارد و در ارتفاع ۶۸۰ متری از سطح دریا واقع شده‌است.